# The Flag of His Country
The Flag of His Country é um curta-metragem mudo norte-americano de 1910, produzido pela Thanhouser Company. O filme patriótico se concentra em um homem apropriadamente chamado Walter North, que está do lado da União, enquanto sua esposa está do lado da Confederação na Guerra Civil Americana. A família volta a se juntar trinta anos depois em uma reunião do Grande Exército da República por meio das ações de seu neto. Pouco se sabe sobre a produção e o elenco do filme, mas o papel de neta foi interpretado por Marie Eline. Lançado em 1º de julho de 1910, o filme se passa em uma memória viva da guerra e um crítico em The Moving Picture World observou que o filme não ofenderia o público. O filme é considerado perdido.

## Enredo
Embora o filme seja considerado perdido, uma sinopse sobrevive em The Moving Picture World de 2 de julho de 1910. Diz: "Walter North é um homem de Nova York, casado com uma garota do sul. Na abertura da peça, sua filha bebê é batizada, e o jovem casal está vivendo feliz em sua casa em Baltimore . Isso é em 1861, o início da Guerra Civil. Aos primeiros rumores de hostilidades, o irmão da Sra. North se alistou nas fileiras da Confederação . Quando North se recusa a segui-lo seu exemplo, e lança sua sorte com o exército da União , sua esposa se despede dele para sempre. Ela lhe pediu para escolher entre sua bandeira e ela. Ele saúda a Velha Glória, e vai para a guerra. Quatro anos depois, quando ele retorna, ele encontra sua antiga casa deserta e, embora tente de todas as maneiras descobrir o paradeiro de sua esposa e filho, ele não tem sucesso. Ele se muda para uma casa ao norte e torna-se comandante de um Grande Exército da República postar. A Sra. North, que acreditava que seu marido foi morto na guerra, vem para o Norte com seu irmão e seu neto para assistir à reunião dos veteranos da Confederação e do Grande Exército da República. Enquanto trabalhava com sua avó, a menina se perdeu e foi apanhada por North em seu caminho para assistir à reunião. Por meio da polícia, a avó e o tio são notificados do paradeiro da criança, e quando eles vêm reivindicá-la no posto do Grande Exército da República, há reconhecimentos mútuos e o Sr. e a Sra. Norte são reunidos. Há apenas uma bandeira agora, a azul e a cinza juntam as mãos sob suas dobras".

## Produção
O escritor do cenário é desconhecido, mas provavelmente foi Lloyd Lonergan . Lonergan era um jornalista experiente empregado pelo The New York Evening World enquanto escrevia roteiros para as produções de Thanhouser. Ele foi o roteirista mais importante de Thanhouser, com uma média de 200 roteiros por ano de 1910 a 1915. O diretor do filme é desconhecido, mas pode ter sido Barry O'Neil . Bowers não atribui um cinegrafista para esta produção, mas existem dois possíveis candidatos. Blair Smith foi o primeiro cinegrafista da empresa Thanhouser, mas logo se juntou a ele Carl Louis Gregoryque tinha anos de experiência como fotógrafo de fotos e filmes. O papel do cameraman não foi creditado nas produções de 1910. O único crédito conhecido pelo elenco é o de Marie Eline no papel de neta. Outros membros do elenco podem ter incluído os outros protagonistas das produções Thanhouser, Anna Rosemond , Frank H. Crane e Violet Heming. Bowers afirma que a maioria dos créditos são fragmentários para as produções de 1910 de Thanhouser.

## Lançamento e recepção
O drama de um único rolo, com aproximadamente 300 metros de comprimento, foi lançado em 1º de julho de 1910. Um artigo no The Moving Picture World deu uma crítica positiva, mas reconheceu que as tensões entre os estados da União e Confederados da Guerra Civil poderiam representar uma preocupação para os telespectadores e afirmou que nenhuma ofensa virá da exibição desta imagem patriótica. O crítico disse que agradaria ao público americano e estrangeiro também. Essa possibilidade de um público se ofender com o conteúdo da imagem era razoável porque o filme estava na memória. O movimento e a influência dos membros do Grande Exército da República era forte e o número de membros ainda ultrapassava 200 mil pessoas em 1910. Uma crítica do The New York Dramatic Mirror afirmou: "Este é um filme 'elegante' com certeza, cheio de sentimento humano e boa atuação. É um do tipo que está dando ao pessoal de Thanhouser a excelente reputação que estão ganhando. ... A imagem é fortemente eficaz." Um anúncio classificou o filme como uma obra-prima patriótica e teria acompanhamento musical do músico de vaudeville Etta Hyland.